# Women of Tibet: Gyalyum Chemo – The Great Mother
Pour plus de détails, voir Fiche technique et Distribution.
Femmes du Tibet : Gyalyum Chemo – La Grande Mère (en anglais Women of Tibet: Gyalyum Chemo – The Great Mother) est un film documentaire dirigé et produit par Rosemary Rawcliffe. La première eut lieu le 28 mai 2006 au Festival du film de montagne de Telluride où il reçut un prix en sélection officielle. Il a été diffusé en télévision le 7 mai 2006 sur PBS.

## Synopsis
Femmes du Tibet : Gyalyum Chemo – La Grande Mère est le premier film d’une trilogie sur les femmes du Tibet et raconte la vie de Dikyi Tséring, la mère de l’un des ambassadeurs les plus influents dans le monde, le 14e Dalaï-Lama.
Au cours de sa vie, Tséring, connue des Tibétains comme « Gyalyum Chenmo » ou la « Grande Mère », donna naissance à 16 enfants, dont trois furent reconnus comme des lamas incarnés, ou tulkus. Cette histoire est particulièrement tibétaine, bien qu’elle partage les mêmes qualités essentielles que toute histoire universelle de Grande Mère : deuil et résurrection, amour et sacrifice, et le courage de survivre.
Le Docteur Marion Woodman (Obsédée de la Perfection), Alice Walker (La Couleur pourpre) et Angeles Arrien (La seconde moitié de la vie) parlent de l’impact bien souvent invisible mais pourtant tout-puissant de l’amour d’une mère, révélant l’importance de l’archétype de la Grande Mère et son intérêt aujourd’hui.

## Distribution
- Le 14e dalai lama
- Tendzin Choegyal
- Jetsun Pema
- Rinchen Khandro Choegyal
- Angeles Arrien (en)
- Dr Marion Woodman
- Alice Walker
- Diki Surkhang
- Khedroob Thondup
- Nechung Kuten

## Prix
- 2008 : 29e Telly Awards (en) Annuels – Programmes TV Culturel et Documentaire – 1 récompense d’Argent[6]
- 2008 : 29e Telly Awards Annuels – Programmes TV Culturel et Documentaire – 2 récompenses de Bronze
- 2008 : Festival du film des droits de l'homme du Rwanda – Sélection officielle
- 2007 : Festival international du film bouddhiste – Sélection officielle
- 2007 : Festival international du film de Mont Shasta – Sélection officielle
- 2006 : La NAFDMA – Prix Insight pour l'Excellence - Film documentaire/Biographie
- 2006 : Festival du film de Mill Valley – Sélection officielle
- 2006 : Festival du film de montagne de Telluride – Sélection officielle
- 2006 : Festival des femmes des Rocky Mountains – Sélection officielle

## Autour du film
La Grande Mère fut projeté au Festival du film de Mill Valley les 12 et 14 octobre 2006 et les deux projections eurent lieu à guichets fermés.
Le Dalaï-Lama dit dans le film : « Une mère est la partie la plus importante dans la construction d’une famille saine, et par la-même d’une humanité saine. »